# Михайловский, Иосиф Викентьевич
Иосиф Викентьевич Михайловский (при рождении Иосиф Стефан; 26 декабря 1867 (7 января 1868), Могилев — 5 марта 1921, Томск) — юрист, статский советник (1907), исправлял должность (и.д.) ординарного профессора кафедры энциклопедии и истории философии права Томского государственного университета; в октябре 1918 года указом Временного Сибирского правительства был назначен членом Высшего Сибирского суда; с установлением советской власти, в марте 1920, был арестован и осужден на 5 лет; кавалер ордена Св. Владимира IV степени (1917).

## Биография
Иосиф Стефан Михайловский родился 26 декабря 1867 (7 января 1868) года в Могилеве — в семье мещан Черниговской губернии. Он получил среднее образование в могилевской гимназии, после чего поступил в Императорский Киевский университет Святого Владимира, где слушал курсы лекций на юридическом и историко-филологическом факультетах. В 1889 году он окончил юридический факультет, получив диплом первой степени.
После получения высшего образования Иосиф Михайловский поступил на службу по судебному ведомству: он являлся городским судьей в городах Нежин (Черниговская губерния) и Екатеринбурге; затем он стал мировым судьей в Юрьеве и Томске. Одновременно с судебной службой стал готовиться и к научной работе: занимался общей теорией права, философией и уголовным правом. Его руководителем по уголовному праву был правовед-криминалист, профессор Леонид Белогриц-Котляревский; философией и общими вопросами права он занимался по руководством правоведа, профессора Борис Чичерина. В результате, в 1894 году, Михайловский напечатал статью о псковском судоустройстве, которая вышла в киевском журнале «Вестник славянства», издававшемся славистом, профессором Владимиром Качановским. После этого Михайловский напечатал ещё целый ряд небольших работ как по общим вопросам права, так и конкретно по уголовному праву — работы вышли как отдельными брошюрами, так и статьями в правовых периодических изданиях Российской империи, включая журналы «Право», «Юридическая газета», «Судебная газета», «Вестник права», «Образование» и «Вопросы философии и психологии». Являлся автором статьи для энциклопедического словаря Брокгауза и Ефрона.
В 1900 году Иосиф Михайловский сдал в Киевском университете магистерский экзамен и — после прочтения нескольких пробных лекций — получил звание приват-доцента. Продолжая состоять мировым судьей пятого участка города Томск, 6 мая 1904 года он — в качестве приват-доцента на кафедре уголовного права — начал читать студентам необязательный курс по уголовному праву. 5 мая 1906 года стал исполняющий должность (и.д.) экстраординарного профессора на кафедре полицейского права. После смерти профессора Вячеслава Камбурова, Михайловский перешёл на кафедру энциклопедии и истории философии права — начал работать на ней 11 ноября 1906 года. 25 июня 1907 года получил позицию исполняющего должность ординарного профессора: с 14 января 1912 по 21 августа 1913 года являлся также секретарем юридического факультета. В период с 17 мая по 4 сентября 1913 года занимал пост декана всего юридического факультета.
Помимо Томского университета, с 1 сентября 1904 года Иосиф Михайловский вёл занятия по фабричному законодательству и законоведению в Томском технологическом институте (ТТИ). После увольнения из Императорского университета Томска профессора Иоанникия Малиновского, Михайловский временно читал лекции по истории русского права. После того как этнограф, профессор Пётр Богаевский переехал в Киев, Михайловский начал преподавать гражданское право и судопроизводство.
25 февраля 1906 года на первом юридическом диспуте, состоявшемся в актовом зале Томского университета, Михайловский защитил свою монографию «Основные принципы организации уголовного суда», вышедшую в Томск в годом ранее, в качестве диссертации на степень магистра уголовного права. Его официальными оппонентами являлись криминолог, профессор Николай Розин и правовед Павел Прокошев. В книге — основанной как на собственной юридической практике Михайловского, так и на изученной им литературе — рассматривался вопрос о роли суда в государственной жизни.
Михайловский также принимал участие в работе Юридического общества Томска и в 1909 году преподавал на Высших историко-философских курсах; за годы научной карьеры он неоднократно выезжал в Европу. После Октябрьской революции, отрицательно отнесся к приходу к власти большевиков. В октябре 1918 года, согласно указу Временного Сибирского правительства, Михайловский получил позицию члена Высшего Сибирского суда — по уголовному департаменту; остался профессором университета. В марте 1920 года он был арестован и осужден на пять лет; уже в апреле его освободили по болезни — по ходатайству ректора Александра Поспелова. Михайловский скончался в Томске 5 марта 1921 года.

## Работы
Сферой научных интересов Иосифа Михайловского, продолжавшего идеалистическую традицию русского правоведения, была теория и философия права. Он является автором целого ряда публикаций по вопросам права и его философии в юридической и исторической периодике Российской империи:
- Воззрения Б. Н. Чичерина на право и государство // Образование. 1904. № 7;
- К вопросу об условном осуждении // Право. 1904. № 47, 49;
- Наказание как фактор культуры // Вопросы философии и психологии. 1904;
- Основные принципы организации уголовного суда: Уголовно-политическое исследование // ИТУ. 1905. Кн. 25 (отдельное издание: Томск, 1905);
- Б. Чичерин о конституции в России // Право. 1906. № 35;
- Судебное право, как самостоятельная юридическая наука // Там же. 1907. № 32;
- Университет и наука: Вступительная лекция в курс философии права // ИТУ. 1909. Кн. 33;
- Начальная страница из истории русской интеллигенции: Отповедь авторам «Вех» //Сибирская жизнь. 1909. 24, 25, 26 ноября;
- Культурная миссия юристов; Правовые прелюдии к грядущей культуре // ИТУ 1910. Кн. 38;
- Очерки философии права. Том 1. Томск, 1914 — книга получила неоднозначную оценку специалистов.

## Награды
- Орден Святого Владимира IV степени (1917);
- Орден Святой Анны II степени (1915);
- Орден Святого Станислава II степени (1911);
- Медаль 300-летия царствования Дома Романовых.

## Семья
Иосиф Михайловский был женат на Елене Васильевне (в девичестве — Рудская-Хмеленская, род. 1866), дочери коллежского советника. В семье было четверо детей: два сына — Михаил (род. 1890) и Лев (1900—1937), который работал экономистом-плановиком и был репрессирован; и  дочь Наталья (в замужестве — Ган, род. 1895).

## Архивные источники
- Государственный архив Томской области (ГАТО). Ф. 102. Oп. 1. Д. 1016;
- ГАТО Ф. 102. Оп. 12. Д. 101.